# Germán Kiczka
Germán Kiczka (Apóstoles, Misiones, Argentina, 1 de junio de 1980) es un empresario y político argentino. Fue miembro de la Cámara de Representantes de la Provincia de Misiones de 2021 a 2024, representando a Juntos por el Cambio, y desde marzo de 2024 representando a La Libertad Avanza. Comenzó su vida política en 2017, formando parte del espacio político local «Activar», de la provincia de Misiones. En agosto de 2024 fue acusado penalmente, al igual que su hermano Sebastián, por integrar una red internacional de pedofilia. Ya despojado de sus fueros parlamentarios, Kiczka se dio a la fuga junto con su hermano, siendo ambos capturados días después. Desde el 28 de agosto de 2024 Kiczka y su hermano se encuentran encarcelados y procesados judicialmente. El 16 de abril de 2025 fue sentenciado a 14 años de prisión efectiva por el delito de tenencia, facilitación y distribución de material de abuso sexual infantil.

## Biografía

### Orígenes y pasado familiar
Kiczka es oriundo de la ciudad de Apóstoles, provincia de Misiones. Su familia es de origen polaco. Su abuelo paterno, Edmundo León Kiczka, fue un médico que nació en Polonia en la década de 1920 y se radicó en Alemania, ya que su padre era polaco y su madre alemana. A los 16 años Edmundo ya integraba las Juventudes Hitlerianas cuando las fuerzas alemanas invadieron Polonia en 1939 y estalló la Segunda Guerra Mundial; Según lo relatado por Elisabeth Kiczka, la hija menor del segundo matrimonio de Edmundo, la juventud de este último fue así: "Mi padre fue militar, soldado, y fue al frente a pelear como voluntario con 16 años, siendo el paracaidista más joven. Había familiares en los dos bandos. Paradójicamente, nuestro abuelo paterno, que también era polaco, peleó para el otro bando. Mi padre recién se entera que nuestro abuelo había sido fusilado por los rusos en el año 2000. Lo supimos cuando dimos con una lista de fallecidos. Mi papá nos decía que no sabía nada de los campos de exterminio del régimen nazi". En cuanto a Edmundo Kiczka, terminada la guerra éste migró a Argentina y se instaló en Posadas, capital misionera, donde trabajó como empleado municipal. Considerado de carácter irascible e intolerante por parte de algunos compañeros de trabajo en la Municipalidad de Posadas, Edmundo cumplió tareas en el área de Calidad de Vida, con vinculación en el cuidado de los espacios públicos. En 2009 Edmundo Kiczka publicó Mi vida: juguete del destino, una autobiografía que lanzó a través de la editorial Unión Cultural. El libro reflota recuerdos del combate y de su participación en el ejército nazi. Falleció poco después, en 2014. Su hijo Leonardo es el padre de Germán Kickzka.

### Juventud y carrera política
Germán Kickzka trabajó junto a su padre Leonardo en varios emprendimientos gastronómicos creados por Leonardo, y desarrolló una habilidad para la gestión comercial. En su primera juventud trabajó como CEO de Cigarros Misioneros, un conjunto de fábricas de tabaco de la Familia Puerta, encabezada por el patriarca Ramón Puerta, y mediante ese vínculo laboral afirmó su ya existente amistad con Pedro Puerta. El vínculo de los Kiczka y los Puerta remite, además, a un contexto familiar: Ernesto “Cururú” Snihur, el tío de Germán y su hermano Sebastián (hermano de su madre, María Luisa “Chitita” Snihur), era uno de los testaferros y hombres de mayor confianza de Ramón Puerta.
Leonardo Kiczka siempre fue un militante del radicalismo argentino, mientras que su hijo, a quien el "puertismo" relegó como dirigente del partido local Activar, fue apadrinado políticamente por Miguel Pichetto y Patricia Bullrich. Así llegó Germán Kiczka a su banca en la Legislatura misionera, luego de presentarse en las elección legislativa provincial de Misiones en 2021 junto con el radical Ariel “Pepe” Pianesi y la referente del PRO Mikaela González Coria, encabezando la lista de Juntos por el Cambio y registrado con el partido Activar. Kiczka fue elegido diputado provincial, y durante la campaña Patricia Bullrich le dio apoyo en las redes sociales, elogiándolo en un spot publicitario.Ese mismo año Bullrich se convertiría en su madrina política impulsado su carrera política.

### Distribución de contenido de explotación sexual infantil y red de pedofilia
El 28 de febrero de 2024, las viviendas de Kiczka, junto con la de su hermano Sebastián y su padre, Leonardo Antonio Kiczka, fueron allanadas por la Policía Federal Argentina debido a la investigación denominada «operación guardianes digitales por la niñez», que reveló la existencia de una red de pedofilia integrada por ellos. Durante el allanamiento les encontraron 603 archivos de vídeos, fotografías y chats, en dispositivos electrónicos con contenidos de pedofilia, incesto y zoofilia. También encontraron juguetes sexuales y material pornográfico impreso. El asunto se haría público en agosto del mismo año.

#### Canal en YouTube
Un canal de YouTube de Kiczka, en el que publicaban videos de magia para niños bajo el nombre de "El show de magia del Tío Germán" junto a su hermano Sebastián, despertó sospechas sobre una posible red de consumo y distribución de pornografía infantil. Paula Wachter, directora de la ONG Red de Infancia, confirmó que la organización estadounidense ICMEC (International Centre for Missing & Exploited Children) calificó estos videos como «sospechosos» y solicitó un seguimiento en el canal.

#### Quita de fueros y fuga de los hermanos
El 22 de agosto su renuncia fue rechazada y fue desaforado (esto es, perdió sus fueros parlamentarios) como diputado en la Cámara de Representantes de la Provincia de Misiones. Ese día, la policía provincial acudió al domicilio de Kiczka y al de su hermano Sebastián, y al no encontrarlos, fueron considerados prófugos.

#### Recompensa por captura
Hugo Passalacqua, gobernador de Misiones, anunció el 27 de agosto en la red social X una recompensa de 5 millones de pesos para quienes brindasen información sobre el paradero de los Kiczka. Según Passalacqua, su decisión se basa en el apoyo de organismos internacionales como Interpol, que emitió una alerta roja para la captura de los hermanos el día anterior.

#### Detención
Luego de seis días, desde el 22 al 28 de agosto, en un bungaló en construcción de Loreto, provincia de Corrientes, miembros de la Policía Federal detuvieron a Kiczka.
El 16 de abril  de 2025 Germán Kiczka fue condenado a 14 años de prisión por el delito de tenencia, facilitación y distribución de material de abuso sexual infantil.

#### Cárcel
Desde el 21 de abril de 2025, Germán fue llevado junto a su hermano Sebastián a cumplir su condena en la Unidad Penitenciaria VIII del Servicio Penitenciario Provincial de Misiones en Cerro Azul. Poco después, el 25 de abril de 2025 se anunció en los medios de comunicación un nuevo traslado, esta vez definitivo, a la Unidad Penal I del Servicio Penitenciario Provincial en Loreto.

## Reacciones
El 26 de agosto de 2024, el presidente Javier Milei compartió un tuit a modo de broma de otra cuenta sobre la acusación de pedofilia de Kiczka, el cual expresaba «prueba gráfica del diputado pedófilo de Misiones queriendo abusar de un pibito», frase adjuntada a una imagen de Kiczka con el político Martín Tetaz, y haciendo referencia a la diferencia de altura. Esta acción causaría polémica y sería repudiada por Tetaz, el Bloque de Diputados Nacionales de la Unión Cívica Radical, Rodrigo de Loredo, Juan Grabois y Pamela Verasay, entre otros.